# Västerskären
Västerskären är skär i Åland (Finland). De ligger i den sydöstra delen av landskapet, 40 km sydost om huvudstaden Mariehamn. Västerskären ligger 4 meter över havet.
Terrängen runt Västerskären är mycket platt. Trakten är glest befolkad. Närmaste större samhälle är Föglö, 18,2 km norr om Västerskären. 